# Љу Цисин
Љу Цисин (кин: 刘慈欣; Пекинг, 23. јун 1963) кинески је књиженик научне фантастике. Освојио је награду Хјуго за свој роман Проблем три тела. Такође је освојио награду Небјула.

## Детињство и младост
Рођен је 23. јуна 1963. године у Пекингу, а одрастао у Јангћуену, где су му родитељи били послани да раде у рудницима. Због насиља Културне револуције, послат је да живи у домовини својих предака у Хенану. Дипломирао је 1988. на Севернокинеском универзитету за заштиту вода и електричну енергију. Затим је радио као рачунарски инжењер у електрани у Шансију.

## Политичко гледиште
Према интервјуу из јуна 2019. и чланку за The New Yorker, Љу избегава да прича о политици. У истом чланку, тврдио је да демократија није прикладна за модерну Кину, а индивидуална слобода и слобода управљања „није оно до чега је Кинезима стало”, додајући: „Ако бисте мало олабавили земљу, последице би биле застрашујуће.” Изразио је подршку политици једног детета и камповима за преваспитавање у Синђану, рекавши да „влада помаже њиховој економији и покушава да их извуче из сиромаштва”.

## Приватни живот
Ожењен је и има кћерку.

## Дела
- Беседе о Земљиној прошлости
  - Проблем три тела (2006)
  - Мрачна шума (2008)
  - Крај смрти (2010)